# Loma Bonita, Atlixtac
Loma Bonita är en ort i Mexiko.   Den ligger i kommunen Atlixtac och delstaten Guerrero, i den sydöstra delen av landet, 230 km söder om huvudstaden Mexico City. Loma Bonita ligger 1 414 meter över havet och antalet invånare är 357.
Terrängen runt Loma Bonita är kuperad åt nordost, men åt sydväst är den bergig. Loma Bonita ligger nere i en dal. Runt Loma Bonita är det ganska glesbefolkat, med 43 invånare per kvadratkilometer. Närmaste större samhälle är Acatepec, 3,0 km söder om Loma Bonita. I omgivningarna runt Loma Bonita växer huvudsakligen savannskog.